# ディムヤート
ディムヤート（アラビア語: دمياط, Dimyāṭ）は、エジプト北部のナイル川デルタにあり、地中海に臨む港町で、ディムヤート県の県都。ダミエッタ（Damietta）とも。カイロの北方200kmに位置する。人口は約30.6万人（2021年）。
ナイル川へと続く運河が流れており、エジプトの重要な港町の一つとして数えられている。大規模な液化天然ガスの工場も擁する。

## 歴史
古代マケドニアのアレクサンドロス大王に征服される以前、タミアット（Tamiat）と呼ばれていたディムヤートは、古代エジプトの主要都市であった。ところが、エジプト征服後にアレクサンドリアが置かれると、ディムヤートはその重要性を失っていった。
ディムヤートが再び歴史の表舞台に現れるのは12世紀から13世紀、十字軍がイスラーム世界に侵略を始めた頃である。1169年、ビザンツ帝国の援助を受けたエルサレム王国の艦隊がディムヤートを襲ったのである。だがこの襲撃は、サラーフッディーン（サラディン）により撃退された。
第5回十字軍（1217年 - 1221年）に向けて、キリスト教徒はディムヤート奪取を戦略の中心に据えた。ディムヤートを奪うことで、ナイル川流域を支配し、ひいてはエジプトを征服できると考えたからである。1218年5月、十字軍はディムヤートを包囲した。1219年11月、十字軍はディムヤートの奪取に成功する。しかし1221年8月、ディムヤートに少数の兵を残してカイロへ遠征に向かった十字軍が、マンスール近郊でアイユーブ朝のスルタンであるアル＝カーミル（サラディンの甥）に水攻めに遭って包囲されると、十字軍はディムヤート返還を条件に降伏する。十字軍は、再びディムヤートから追い出された。
フランス王ルイ9世が主導した第7回十字軍においても、ディムヤートはキリスト教徒の攻略対象となった。1249年6月、ルイ9世の率いる艦隊が到着すると、間もなくディムヤートは陥落した。同年11月にはカイロへ遠征に向かうが、1250年2月にマンスーラの戦いでバイバルスの軍隊に敗れる。ルイ9世たちは撤退するところへ追撃を受け、ルイ9世以下キリスト教徒勢は全員捕虜になった。ディムヤートを含む占領地の放棄と身代金の支払いという要求を飲み、十字軍は三度ディムヤートから追い出された。
このようにディムヤートは戦略の要衝だったので、マムルーク朝のスルタンとなったバイバルス（前述の将軍バイバルスと同一人物）は、防御の脆弱だったディムヤートを一旦破壊した。その上で、ナイル川から数キロしか離れていない位置に、防御機能を存分に持つ町を再建した。

## 出身者
- イブラヒム・ハマト - パラ卓球選手
- エサム・エル＝ハダリ - サッカー選手